# Ciudad Bolívar
Ciudad Bolívar je město na řece Orinoko ve východní části Venezuely, žije v něm okolo 700 000 obyvatel. Je hlavním městem největšího venezuelského státu Bolívar a bývá nazýváno La Puerta del Sur de Venezuela (Brána jižní Venezuely).

## Historie
Sídlo založil v roce 1595 conquistador Antonio de Berrío a pojmenoval ho Santo Tomé de Guayana (jméno svatého Tomáše nese dosud místní římskokatolická diecéze), v roce 1764 dostalo městská práva. Později se mu začalo říkat Angostura (španělsky „zúžení“), protože se zde břehy řeky přibližují na vzdálenost méně než jednoho kilometru. V roce 1846 rozhodl prezident Carlos Soublette o přejmenování města na počest bojovníka za nezávislost Simóna Bolívara, protože se zde roku 1819 konal ústavodárný Angosturský kongres.

## Současnost
Město má savanové podnebí, průměrná denní teplota činí 28,5 °C, období dešťů trvá od května do září. Ciudad Bolívar je významným říčním přístavem a centrem zemědělské oblasti, kde se chová hovězí dobytek a pěstuje mangovník indický, mauricie převislá, ledvinovník západní, rohovník obecný a maniok jedlý, v řece se loví želvy a ryby, především kujaba Hilarova. Vznikl zde alkoholický nápoj angostura, pojmenovaný podle bývalého názvu města. Město má Letiště Tomáse Herese, přes řeku vede visutý Angosturský most z roku 1967. Sídlí zde vysoké školy Universidad de Oriente a Universidad Nacional Experimental de Guayana. Turistům město nabízí řadu památek koloniální architektury v čele s katedrálou Panny Marie Sněžné, nachází se zde také muzeum místního rodáka, avantgardního výtvarníka Jesúse Rafaela Sota.